# Estigmene ochreolutescens
Estigmene ochreolutescens là một loài bướm đêm thuộc phân họ Arctiinae, họ Erebidae.